# Unis TV
Unis TV est une chaîne de télévision canadienne spécialisée de catégorie A en langue française lancée le 1er septembre 2014 et appartenant au Consortium de TV5 Québec Canada. Elle se concentre sur les communautés francophones canadiennes hors Québec et fait partie de la base numérique chez tous les télédistributeurs.

## Histoire
Au début 2013, le conseil de la radiodiffusion et des télécommunications canadiennes a accueilli des demandes de nouveaux services qui seront distribués sur une base obligatoire sur le service de base chez tous les distributeurs canadiens. La demande a été approuvée le 8 août 2013 et la chaîne Unis fut créée. La chaîne veut mettre en lumière la culture et les communautés francophones canadiennes de partout au pays. Pour ce faire, l'entreprise TV5 Québec Canada, établie à Montréal au Québec, ouvre des bureaux de production dans trois autres lieux centraux de la production télévisuelle au pays soit Vancouver, Toronto et Moncton.
La chaîne a aussi une mission de formation de la relève en milieu francophone hors Québec. Elle offre des bourses et des formations afin de stimuler la production audiovisuelle de qualité dans des milieux dans lesquels on retrouvait peu de possibilités pour la production audio-visuelle auparavant.
La chaîne est maintenant connue sous le nom Unis TV depuis l'ajout du « TV » à son logo en 2015.
La majorité des contenus de la chaîne sont disponibles sur la plateforme de vidéo à la demande TV5unis, en compagnie des contenus offerts par les autres chaînes de l'entreprise TV5 Québec Canada, soit les contenus de la chaîne télévisée TV5 et l'offre entièrement numérique de TV5MONDEplus.

## Programmation
La programmation de la chaîne Unis TV est issue des communautés francophones à travers le Canada. 85 % du contenu qui se retrouve à l'écran est produit au Canada. Elle s'adresse à un public large, mais s'intéresse aux familles et aux jeunes adultes plus particulièrement. Elle diffuse des émissions documentaires, des magazines, des séries de fiction, du contenu jeunesse et des émissions « nostalgiques » qui ont marqué l'imaginaire de certaines générations telles que Watatatow ou Chambres en ville.
En plus de la découverte des communautés et de la nature canadienne, la chaîne diffuse des contenus qui évoquent un sentiment de bien-être, de joie de vivre et un état d'esprit positif, réconfortant et qui invite à la convivialité.

### Séries originales de fiction
- Abigaëlle et le date coaching (comédie romantique, websérie)[12],[13]. La série est une adaptation du livre du même nom de l'auteure franco-albertaine Stéphanie Bourgault-Dallaire. La série est composée de deux saisons. La première saison a été diffusée à partir du 11 novembre 2017 sur la plateforme web de Unis TV et à partir du 1er avril 2018 sur le site de l'Office national du film du Canada. La deuxième saison sera diffusée sur la plateforme web de Unis TV en février 2020. La série est produite par Far West productions, réalisée par Jessica L'Heureux, scénarisée par Alex Veilleux et met en vedette Marie-Claire Marcotte dans le rôle principal.
- St. Nickel (en) (drame, 24 mai au 28 juin 2016)
- Ouache ! (jeunesse, dès le 8 août 2016)[14]
- Jenny (jeunesse, dès le 8 septembre 2017)[15]
- File d'attente (comédie, dès le 5 septembre 2018)[16]
- Les Newbies (depuis 2019)
- Ainsi va Manu (juin 2021)
- FEM (depuis février 2024)[17]

### Émissions originales
- Garde-manger (2016)
- Hooké (depuis 2016)
- Terres d'exploration (depuis décembre 2016)
- De par chez nous (depuis janvier 2017)
- Comment devenir adulte (depuis septembre 2017)
- Fou des oiseaux (depuis septembre 2017)
- Les Fermiers (depuis avril 2018)
- L'Académie Mira (2019)
- Un vrai selfie (depuis 2018)
- La Belle Vie avec Go-Van (depuis février 2020)
- Expédition kayak (depuis avril 2020)
- Encré dans la peau (depuis octobre 2020)
- Le Grand Ménage des fêtes (décembre 2020)
- 50 façons de tuer sa mère (depuis janvier 2021)
- Citoyen 2.0 (depuis janvier 2021)
- Comme dans l'espace (depuis mars 2021)
- C'est plus qu'un jardin (depuis avril 2021)
- Cœur de trucker (depuis 2023)